# Harpagiferidae
Harpagiferidae (IJskabeljauwen) zijn een familie van straalvinnige vissen uit de orde van Baarsachtigen (Perciformes).

## Geslacht
- Harpagifer J. Richardson, 1844